# Trolejbusová doprava v Čiatuře
V malém gruzínském městě Čiatura byla v provozu trolejbusová síť. Jednalo se o meziměstský provoz, protože jediná trať spojovala Čiaturu s městem Sačchere.
Provoz trolejbusů v Čiatuře byl zahájen k 50. výročí VŘSR 7. listopadu 1967. Jednalo se o městský úsek mezi kulturním domem a trolejbusovou vozovnou o délce 9 km. Provoz byl zpočátku zajišťován těžebním podnikem Čiaturmanganec, v roce 1969 byl z něj vyčleněn samostatný dopravní podnik. Meziměstská trať do Sačchere byla zprovozněna 6. ledna 1969. Maximálního rozsahu dosáhla trolejbusová síť v roce 1972, kdy byla v provozu jedna linka o celkové délce 29 km. V roce 1999 již jezdily trolejbusy na pouze po trati o délce 14 km ve 30minutovém intervalu. Roku 2007 byl trolejbusový provoz často zastavován kvůli přerušovaným dodávkám elektřiny, definitivní zánik přišel v listopadu toho roku. V roce 2008 bylo trolejové vedení částečně demontováno a z trolejbusů zbyly pouze zbytky ve vozovně.
Pro zahájení provozu byly dodány trolejbusy ruské výroby MTB-82. Během 70. a 80. let 20. století bylo zakoupeno celkem 25 vozů Škoda 9Tr. Roku 1999 bylo v provozu šest vozů 9Tr a v roce 2006 pouze tři „devítky“. Toho roku byly zakoupeny dva ojeté starší vozy typu Škoda 14Tr z Tbilisi.